# Basílica de Santa Cecília in Trastevere
Santa Cecilia in Trastevere és una lloc de culte catòlic del segle v situat al rioni del Trastevere, al centre històric de Roma, dedicat a Santa Cecília. Té la dignitat de basílica menor.

## Història

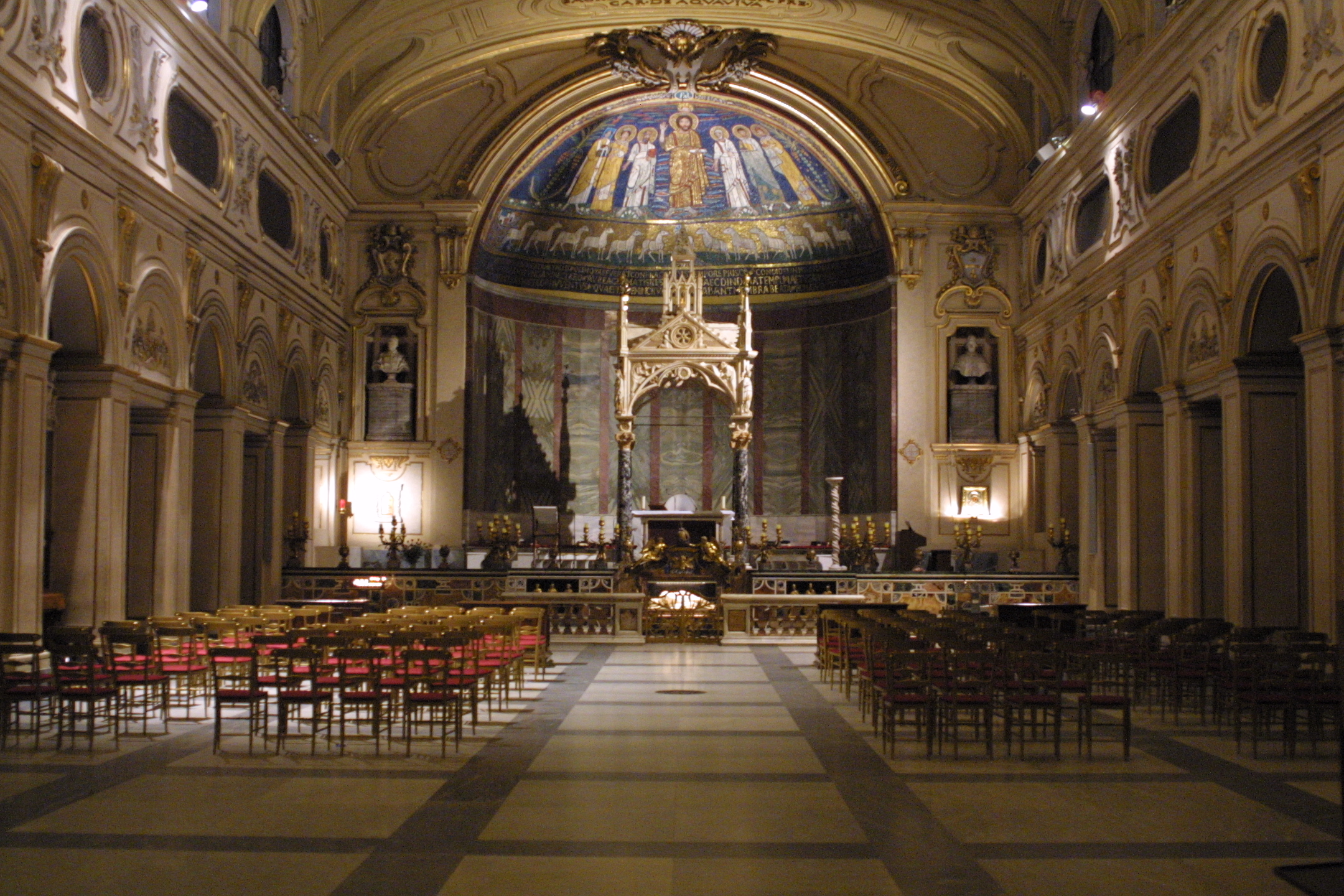
Interior de la basílica.

Segons afirma la llegenda, l'església s'alça sobre la casa familiar de Cecília, «verge il·lustre, nascuda de la noble estirp romana», que patí suplici vers el 220. El baptisteri associat amb l'església, juntament amb les restes d'una casa del tard imperi, van ser trobades durant unes excavacions sota la Capella de les Relíquies.
La primera església allà bastida va ser fundada probablement cap al segle iii, pel Papa Urbà I, era devot de la màrtir romana Cecília, testimoni del martiri "...enterrant el cos de Cecília entre els bisbes i consagrant la seva casa i convertint-la en una església, com ella li havia demanat...", segons diu la llegenda aurea. A finals del segle v, al sínode del 499 del Papa Símmac I, l'església és citada amb el nom de Titulus Ceciliae. El 22 de novembre del 545, el Papa Vigili I va ser capturat per Antemi Scribone, emisari de l'emperadriu Teodora mentre celebrava la santa al temple.
El Papa Pasqual I, gran recuperador de relíquies i constructor d'esglésies (Santa Maria in Domnica o Santa Prassede), que afirmà que la santa li havia revelat en un somni on estava enterrada, reconstruí l'església en forma de basílica al 822, traslladant les relíquies de Santa Cecília de les catacombes de sant Calixt.
Durant les obres de restauració efectuades el 1599 pel cardenal Paolo Emilio Sfondrati (nebot de Gregori XIV), s'obriren els sepulcres de marbre i de xipré, descobrint-se el cos incorrupte de la santa, vestit de blanc i amb el senyal de la ferida al coll. El fet va ser considerat miraculós, sent registrat pel Papa Climent VIII. L'escultor Stefano Maderno rebé l'encàrrec de reproduir la figura tal com es va trobar.
Durant el segle xviii es realitzaren més restauracions.

## Art i arquitectura

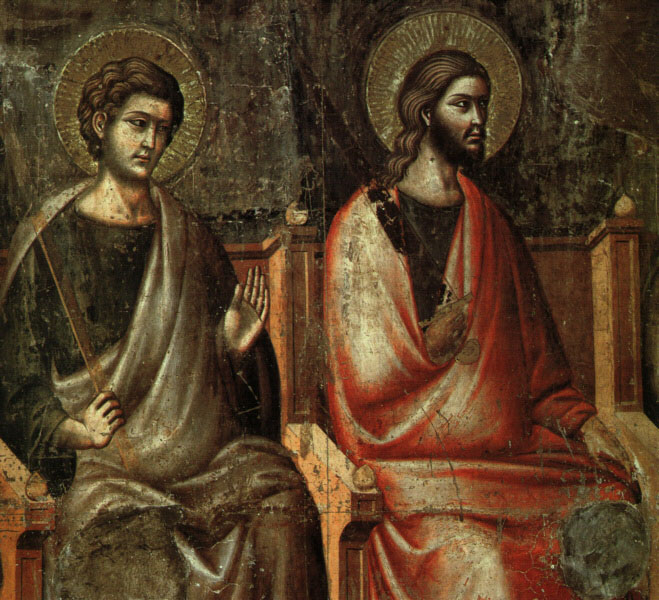
El Judici Final (detall dels apòstols), per Pietro Cavallini (1295-1300).

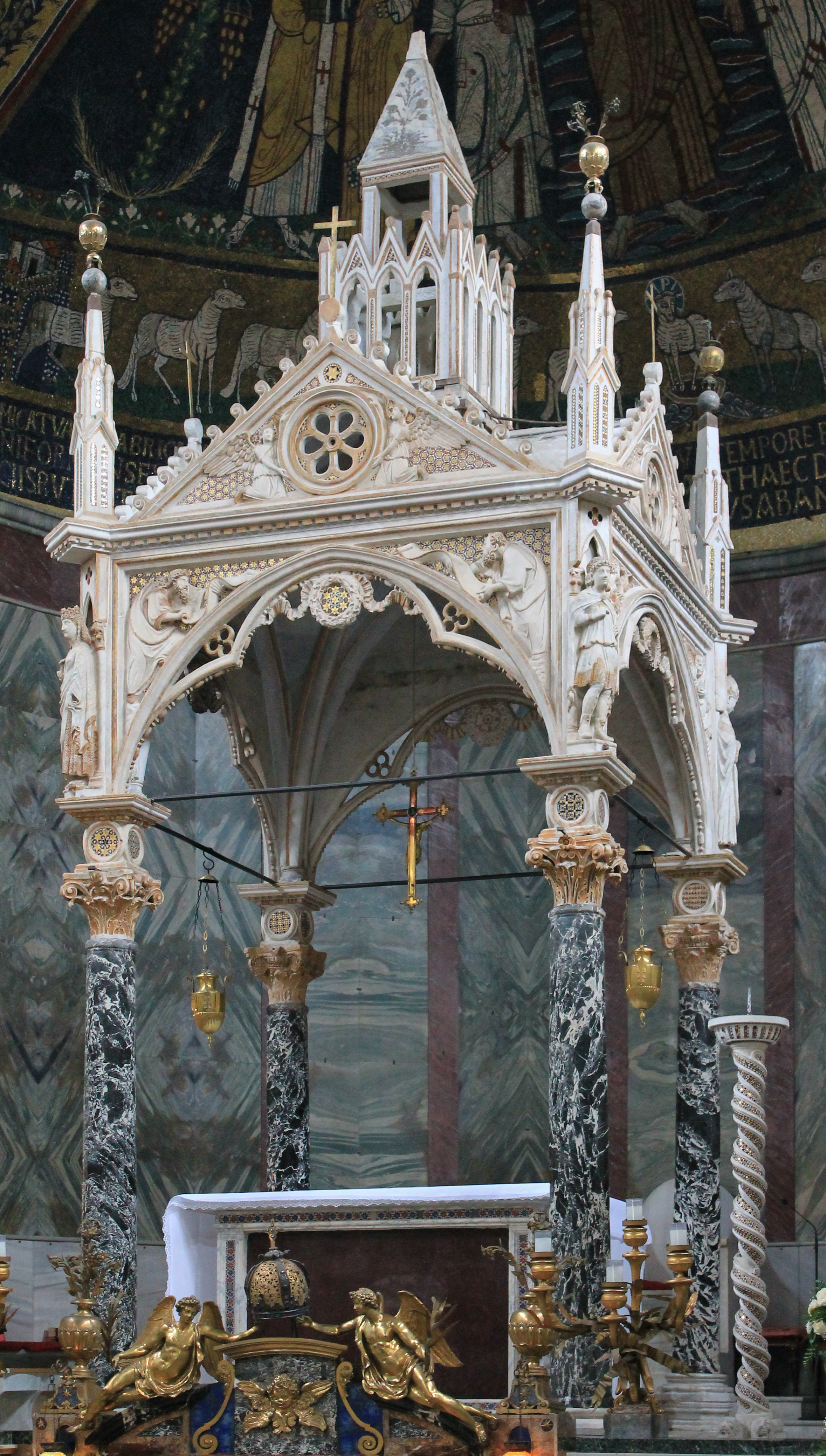
Cimbori atribuït a Arnolfo di Cambio.

L'estructura original era la d'una basílica clàssica: una nau central sostinguda per dotze columnes unides per arcs, bigues de fusta, absis semicircular decorat amb mosaic (la decoració original era més àmplia, ocupant també els costats), una petita cripta subterrània sota l'altar major i sense desnivell a la nau.
L'edifici va ser embellit i va créixer durant els segles posteriors: posteriorment es construí un monestir al costat, també dedicat a Santa Cecília i a Santa Àgata. El Papa Pasqual II va fer construir al segle xii un campanar (actualment lleugerament inclinat) i el pòrtic, i durant la segona meitat del segle xiii Pietro Cavallini pintà el fresc del Judici Final, mentre que Arnolfo di Cambio erigia el cimbori el 1293.
Entre les restes de l'edifici del segle xiii hi ha una pintura mural del "Judici Final" (1289-93) de Pietro Cavallini al cor monacal, i el cimbori (1293) del presbiteri d'Arnolfo di Cambio. El cimbori gòtic està envoltat de quatre columnes de marbre blanc i negre, decorat amb estatuetes d'àngels, sants, profetes i evangelistes. L'absis té restes de mosaics del segle IX on apareix el "Redemptor amb els Sants Pau, Cecília, Pasqual I, Pere, Valerià i Àgata.
El sostre de la Cappella dei Ponziani va ser decorat per Antonio del Massaro (Antonio da Viterbo o il Pastura) amb "Déu Pare amb Evangelistes" (1470). La Cappella delle Reliquie està decorada amb frescs i té un retaule de Luigi Vanvitelli. La nau està decorada amb frescs amb l'Apoteosi de Santa Cecília (1727) de Sebastiano Conca. La basílica té dos retaules de Guido Reni: Sants Valerià Cecília" i "Decapitació de Santa Cecília" (1603).

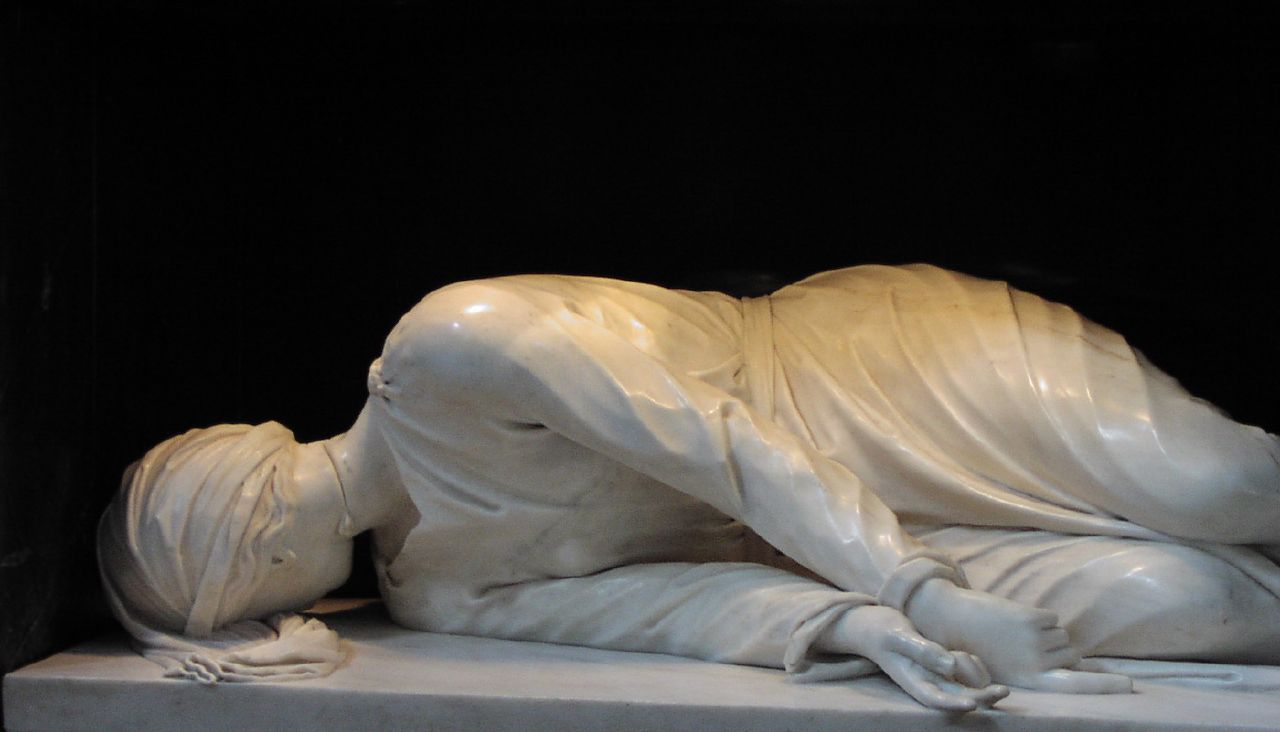
"Martiri de Santa Cecília", de Stefano Maderno, un dels exemples més famosos d'escultura barroca.

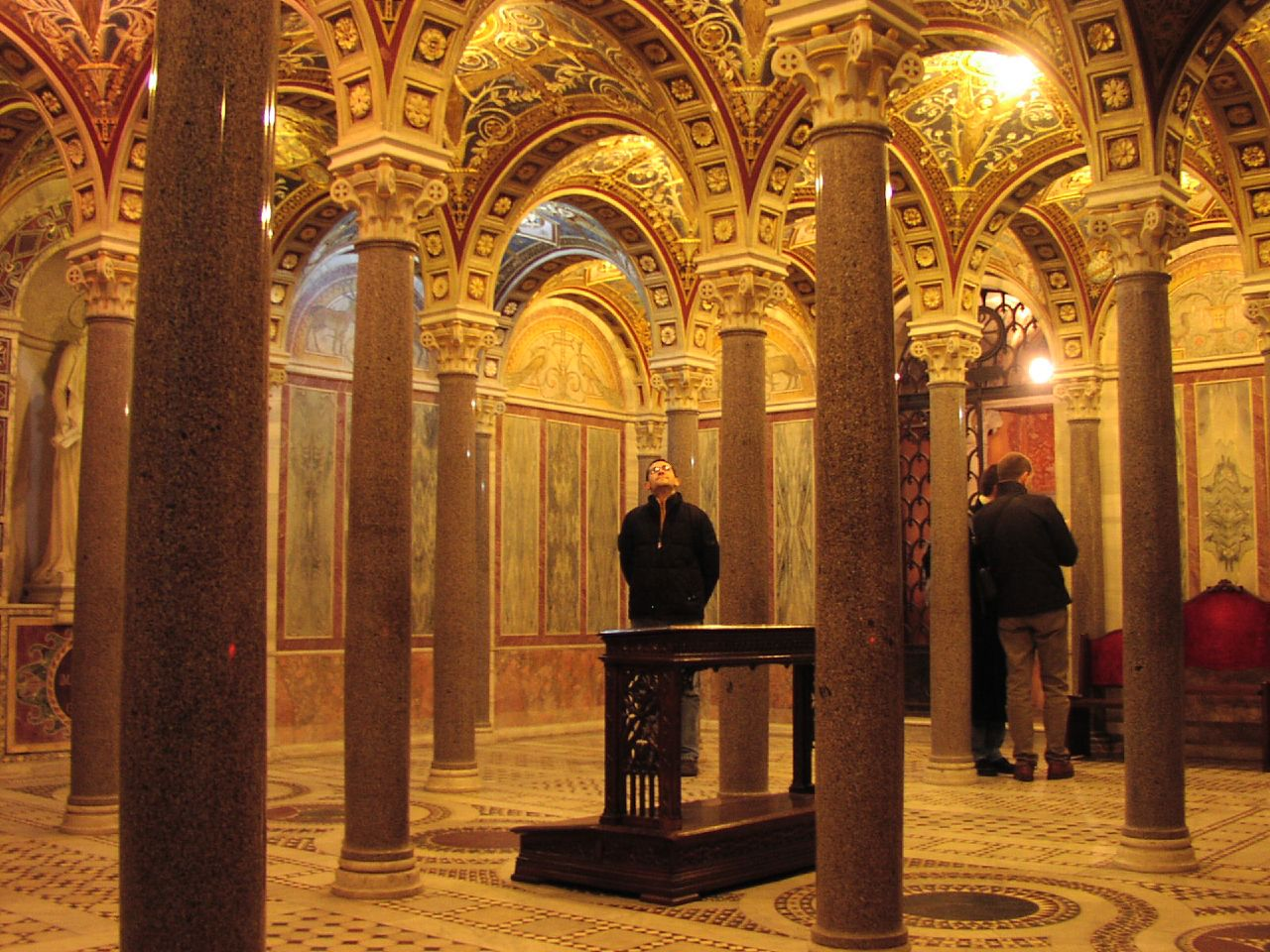
La cripta

A inicis del segle xvii i especialment durant el xviii, les línies de l'antiga basílica van ser molt modificades; sense modificar l'absis, el presbiteri s'elevà, es reemplaça el mosaic cosmatesc del terra, les vigues del sostre van ser substituïdes per un sostre de fusta (estucat, amb el centre pintat per Sebastiano Conca el 1725), es reduïren les finestres i el nou cor se situà sobre els arcs entre les columnes (una espècie de matroneu tardà, reservat als monjos).
L'església té una façana construïda el 1725 per Ferdinando Fuga, que inclou un pati decorat amb mosaics antics, columnes i un cantharus (una font). La decoració inclou l'escut i la dedicatòria del cardenal titular que pagà la façana, Francesco Acquaviva d'Aragona. A la dreta del pati està el convent de les germanes franciscanes, i a l'esquerra està el de les benedictines. A la basílica es troba el sepulce del cardenal Acquaviva i els de la seva família.
El 1830, per motius de consolidació, les columnes van tancar-se dins dels pilars de maó existents i es rebaixaren els arcs.
Entre les peces més remarcables està l'escultura de Santa Cecília (1600) que hi ha a l'altar, de l'escultor Stefano Maderno. Al paviment davant de l'estàtua hi ha una llosa de marbre amb la declaració jurada de Maderno que va fer l'estàtua tal com va veure el cos de la santa quan s'obrí la tomba el 1599. L'estatua mostra els tres cops de destral que apareixen a la descripció del segle v del martiri. També subratlla la incorruptibilitat del cadàver (un atribut d'alguns sants), que miraculosament encara té sang coagulada després de segles. L'estàtua també es pot concebre com a proto-barroca, car no descriu cap moment idealitzat d'una persona, sinó una representació naturalística de la mort; avançant-se dècades a les escultures barroques semblants de Gian Lorenzo Bernini (per exemple, la seva Beata Ludovica Albertoni) o Melchiorre Caffà (Santa Rosa de Lima).
La cripta de la basílica també és notable, decorada amb estil cosmatesc, on es custodien les relíquies de Santa Cecília i del seu marit, Sant Valerià

### Les restes romanes

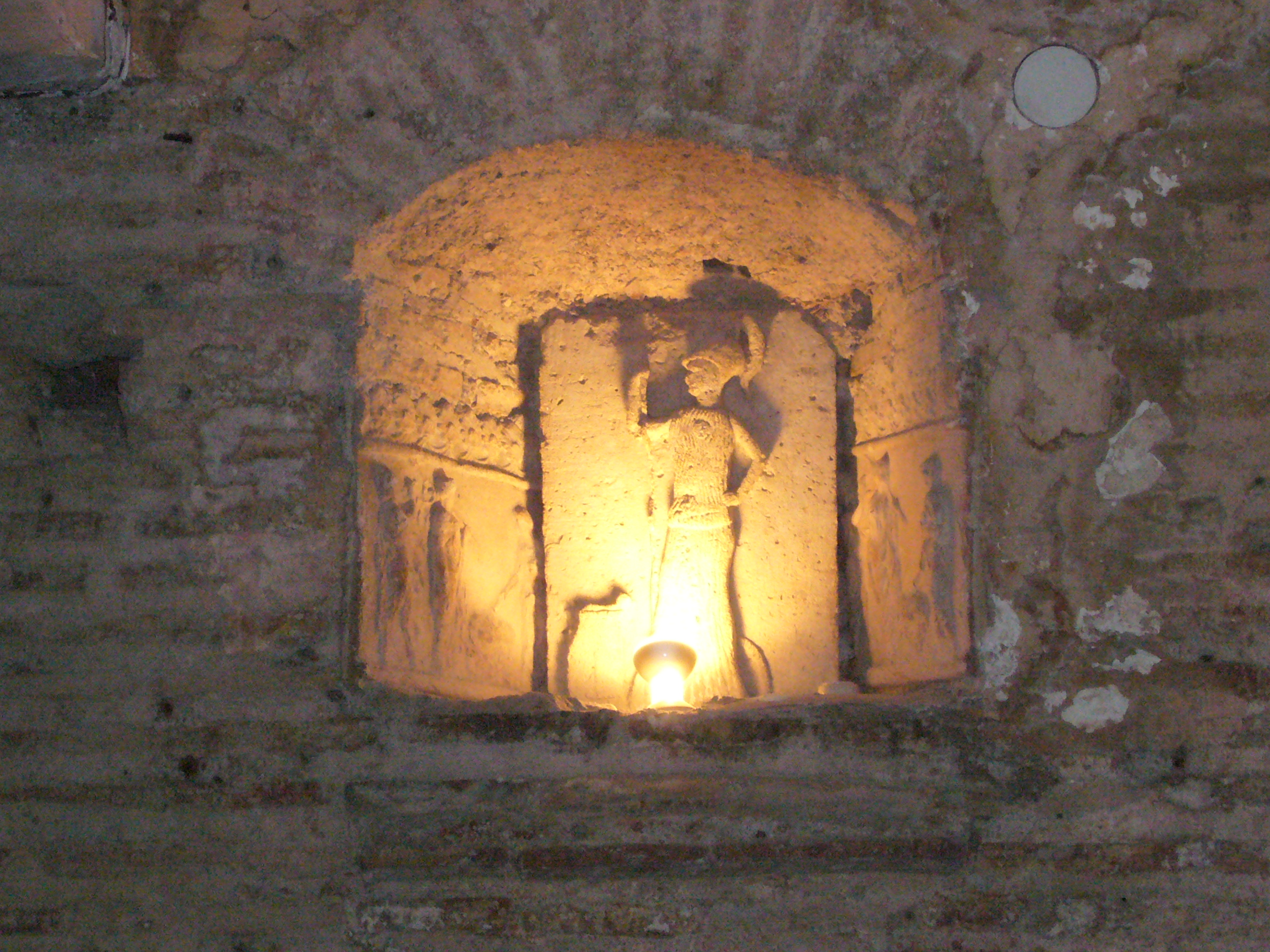
Restes de la insula romana: larari de Minerva, protectora de la casa.

Al soterrani de la basílica són notables la cripta i el que es considera el "bany", el calidarium on segons la llegenda s'intentà per primera vegada sufocar a Cecília, fins que el cardenal Mariano Rampolla del Tindaro, titular de la basílica entre 1887 i 1913, decidí a inicis del segle XX restaurar i ampliar la cripta. Es realitzaren excavacions al terra de l'església i del convent, descobrint-se nombroses i complexos entorns soterranis, a una profunditat de 5 metres.
Es van trobar restes d'una domus del segle ii aC (parets i columnes del atrium, paviment) i restes dels treballs posteriors que es realitzaren a la domus, totals o parcials, que la convertirien en una insula. Això és fàcilment comprensible si es pensa que la regió del Trastereve, en l'època de la República, encara era agrícola i la urbanització extensiva arribà durant l'època imperial, amb el creixement de la població urbana.
L'evolució de les construccions descobertes cobreix un període de diversos segles, que porta fins a l'època adriana (segle ii). L'insula emprà en part parets ja existents, fent un pati on estava l'antic l'atrium, i presenta traces d'un passadís, una escala d'accés, una aula i unes petites termes internes, presumiblement privades, amb paviment. Un ambient presenta vasos molt ben construïts, però no pas impermeabilitzats, possiblement destinats per emmagatzemar aliments, que en el moment de les excavacions es trobaren plenes de terra sota un paviment evidentment posterior, confirmant la hipòtesi de la datació del segle II de la transformació de la domus in insula.
Posteriorment van tenir lloc modificacions amb l'ús cristià de l'immoble durant els segles posteriors: una sala amb una piscina circular va ser transformada en un baptisteri hexagonal revestit de marbre. Al costat es troba el balneum, que la tradició indica que va ser el lloc de martiri de Cecília.

### L'orgue
A l'interior de l'església hi ha un orgue de transmissió pneumàtica de Vegezzi Bossi, de dimensions modestes pel que és la basílica, i instal·lat per l'empresa Buccolini. La seva disposició fònica és:
| Primer teclat - Grand'Organo |    |
| Principale                   | 8' |
| Ottava                       | 4' |
| Unda Maris                   | 8' |
| Bordone                      | 8' |

| Segon teclat - Espressivo |        |
| Principale dulciana       | 8'     |
| Voce celeste              | 8'     |
| Concerto viole            | 8'     |
| Oboe                      | 8'     |
| Flauto                    | 4'     |
| Eolina                    | 4'     |
| Pieno                     | 3 file |

| Segon teclat - Pedale |     |
| Subbasso              | 16' |
| Ottava                | 8'  |

## El títol cardenalici de Santa Cecília
El títol de Santa Cecília possiblement va ser instituït molt poc després de la mort de la màrtir durant la persecució de Dioclecià. La certesa històrica de l'antiguitat del culte a Santa Cecília, venerada com a verge i màrtir i honorada com a patrona dels músics, l'ha convertida de sempre en una memòria molt important a l'Església, tant que només la seva memòria s'ha mantingut en la data tradicional quan s'ha revisat el calendari dels sants.
Lligada al culte de la santa està la importància del títol de la basílica, molt antiga, així com el títol cardenalici associat (el més prestigiós), segurament abans de l'any 313, és a dir, en època de Constantí. No se sap quin Papa l'instituí, però figura a la llista del sínode romà de l'1 de març del 499. Segons la llista de Pietro Mallio, elaborada durant el pontificat d'Alexandre III, el títol estava adjunt a la basílica de Sant Pere, i els seus sacerdots celebraven la missa per torns.

### Cardenals titulars
- Giacomo Aventino (?) (319?-?)
- Romano Dinamio (?) (335?-?)
- Ammonio Seleusio (?) (377?-?)
- Valentino Salaminio (?) (414?-?)
- Frodiano Narciso (o Herodiano) (436?-?)
- Tusco Domno (463?-?)
- Martiniano (or Marciano?) (494-?)
- Marciano (?) (499- inicis de 514)
- Sabino Ponzio (514-?)
- Bonifacio (vers 530)
- Gotus Bonifacio (590?-?)
- Vittore (590- inicis de 604)
- Rufo Adeodato (604-?)
- Giovanni (714- inicis de 731?)
- Sisinnio (731-761)
- Maginensio Ascanio (?) (741-768?)
- Esteve (761-768 es convertí en el Papa Esteve III)
- Giusto (827- inicis del'853)
- Leone (853- inicis del'867)
- Leone (867- inicis del'872)
- Giovanni (872-?)
- Stefano (964- inicis de 967)
- Gianvier (o Giovanni, o Gennaro) (965- inicis de 1012)
- Stefano (inicis de 1012- inicis de 1033)
- Stefano (1033-1043)
- Giovanni (1044- inicis de 1058)
- Dauferio (o Desiderio), O.S.B. (1059-1086)
- Giovanni (?) (1099-?)
- Pietro (vers 1099- vers 1107)
- Giovanni (vers 1107- vers 1120)
- Giovanni Roberto Capizzuchi (1125-1127)
- Joselmo (o Goselino, o Joselino, o Anselmo) (1128- vers 1138)
- Goizzone (o Goizo) (1138- vers 1146)
- Ottaviano de' Monticelli (1151-1159)
- Manfred (o Mainfroy), O.S.B. (1173-1176)
- Tiberio Savelli (1176-1178)
- Pietro da Licate (1178)
- Cinzio Papareschi (o dei Guidoni Papareschi) (1178-1182)
- Pietro Diana (o Giana, o Piacentino, o da Piacenza) (1188-1208)
- Pelagio Galvani (o Galvão), O.S.B. (1210-1212)
- Simon de Sully (o Simeon o de Solliaco) (1231-1232)
- Simon de Brion (o Simeon, o de Brie, o de Mainpincien) (1261-1281)
- Jean Cholet (1281-1293)
- Tommaso d'Ocre, O.S.B Coel. (1294-1300)
- Guillaume Pierre Godin, O.P. (1312-1317 optà per la Seu suburbicària de Sabina)
  - Guillaume Pierre Godin (1317 - 1336 mort) (in commendam)
- Guy de Boulogne (o de Montfort) (1342-1350 optà per la bisbat suburbicari de Porto-Santa Rufina)
- Bertrand Lagier, O.Min. (1375-1378)
- Bonaventura Badoer Peraga (o Baduario da Peraga), O.E.S.A. (1378-1389)
- Adam Easton, O.S.B. (1389-1398)
  - Guillaume de Vergy (1391-1407), pseudocardenal de l'Antipapa Climent VII
- Antonio Gaetani (1402-1405)
  - Antonio de Challant (1412-1418), pseudocardenal
  - Pedro Fernández de Frías (in commendam) (1419-1420), pseudocardenal
  - Louis Aleman (o Allemand, o Alamanus, o Alemanus, o Almannus, o Alamandus) (1426-1440), pseudocardenal
  - Louis de La Palud (1440-1449), pseudocardenal de l'Antipapa Fèlix V
- Louis Aleman restaurat (1449-1450)
- Rinaldo Piscicello (1457-1457)
- Niccolò Fortiguerra (o Forteguerri) (1460-1473)
- Giovanni Battista Cibo (o Cybo) (1474-1484)
- Giovanni Giacomo Sclafenati (1484-1497)
- Lorenzo Cybo de Mari (1497-1500) (in commendam)
- Francesc de Borja (1500-1506)
- Francesco Alidosi (1506-1511)
- Carlo Domenico del Carretto (1513-1514)
- Thomas Wolsey (1515-1530)
- Gabriel de Grammont (1531-1534)
- Francesco Corner (1534)
- Jean du Bellay (1535-1547)
- Carlo di Lorena-Guisa (1547-1555)
- Robert de Lénoncourt (1555-1560)
- Alfonso Gesualdo di Conza (o Gonza) (1561-1572)
- Vacante (1572-1585)
- Niccolò Sfondrati (1585-1590)
- Paolo Camillo Sfondrati (1591-1611); in commendam (1611-1618)
- Giambattista Leni (1618-1627)
- Federico Baldissera Bartolomeo Cornaro (1627-1629)
- Giovanni Domenico Spinola (1629-1646)
- Michele Mazzarino, O.P. (1647-1648)
- Gaspare Mattei (1648-1650)
- Francesco Angelo Rapaccioli (1650-1657)
- Ottavio Acquaviva d'Aragona, Jr. (1658-1674)
- Philip Thomas Howard of Norfolk, O.P. (1676-1679)
- Giambattista Spinola (1681-1696)
- Celestino Sfondato, Orde de Sant Benet (1696)
- Jacopo Antonio Morigia, B. (1699-1708)
- Francesco Acquaviva d'Aragona (1709-1724)
- Filippo Antonio Gualterio (1725-1726)
- Cornelio Bentivoglio (1727-1732)
- Troiano Acquaviva d'Aragona (1733-1747)
- Joaquín Fernández Portocarrero (1747-1753); in commendam (1753-1757)
- Giorgio Doria Pamphilj Landi (1757-1759)
- Cosimo Imperiali (1759-1764)
- Giuseppe Maria Feroni (1764-1767)
- Ferdinando Maria de Rossi (1767-1775)
- Girolamo Spinola (1775); in commendam (1775-1784)
- Hyacinthe Sigismond Gerdil, B. (1784-1802)
- Giuseppe Maria Doria Pamphilj (1802-1803); in commendam (1803-1818)
- Giorgio Doria Pamphilj Landi (1818-1837)
- Giacomo Luigi Brignole (1838-1847); in commendam (1847-1853)
- Giovanni Brunelli (1853-1861)
- Karl August von Reisach (1861-1868)
- Innocenzo Ferrieri (1868-1887)
- Mariano Rampolla del Tindaro (1887-1913)
- Domenico Serafini, O.S.B. (1914-1918)
- Augusto Silj (1919-1926)
- Bonaventura Cerretti (1926-1933)
- Francesco Marmaggi (1936-1949)
- Gaetano Cicognani (1953-1959)
- Albert Gregory Meyer (1959-1965)
- John Patrick Cody (1967-1982)
- Carlo Maria Martini, S.J. (1983-2012)
- Gualtiero Bassetti, des del 22 de febrer de 2014

## Galeria d'imatges

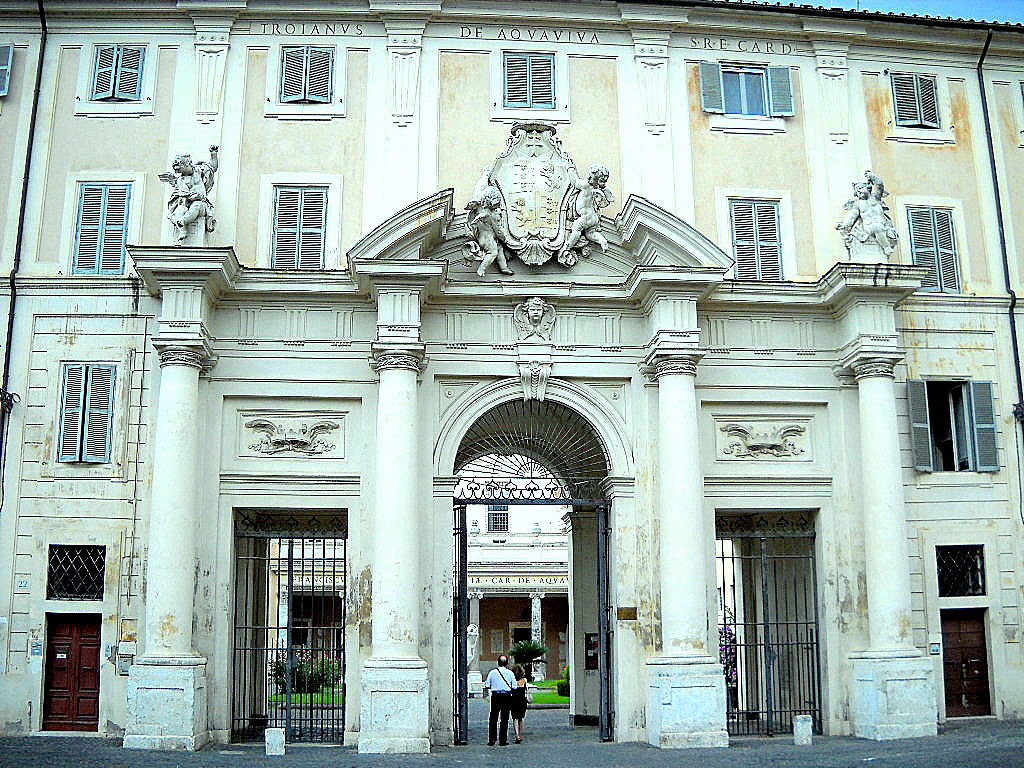
Entrada al recinte
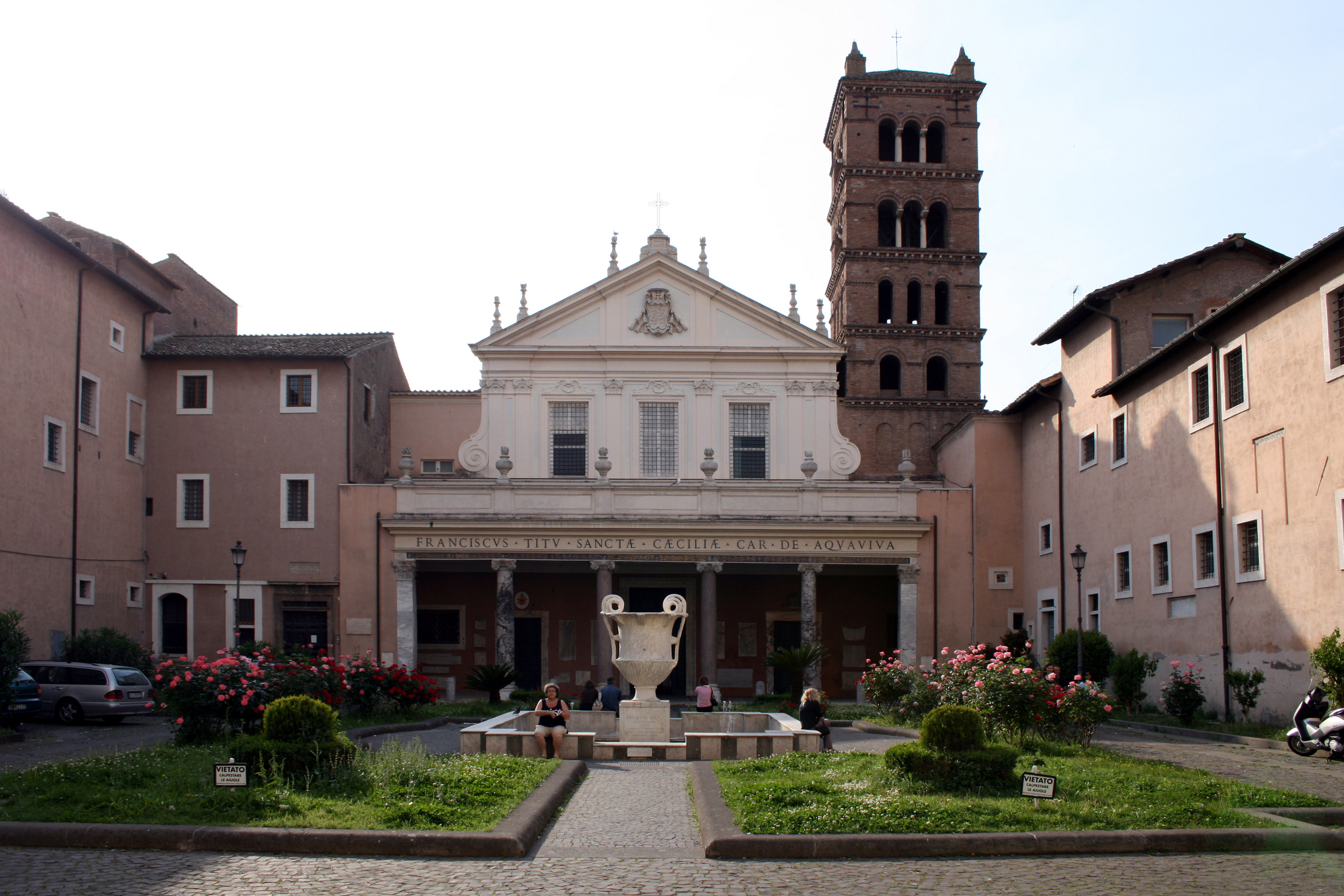
Vista exterior amb el jardí
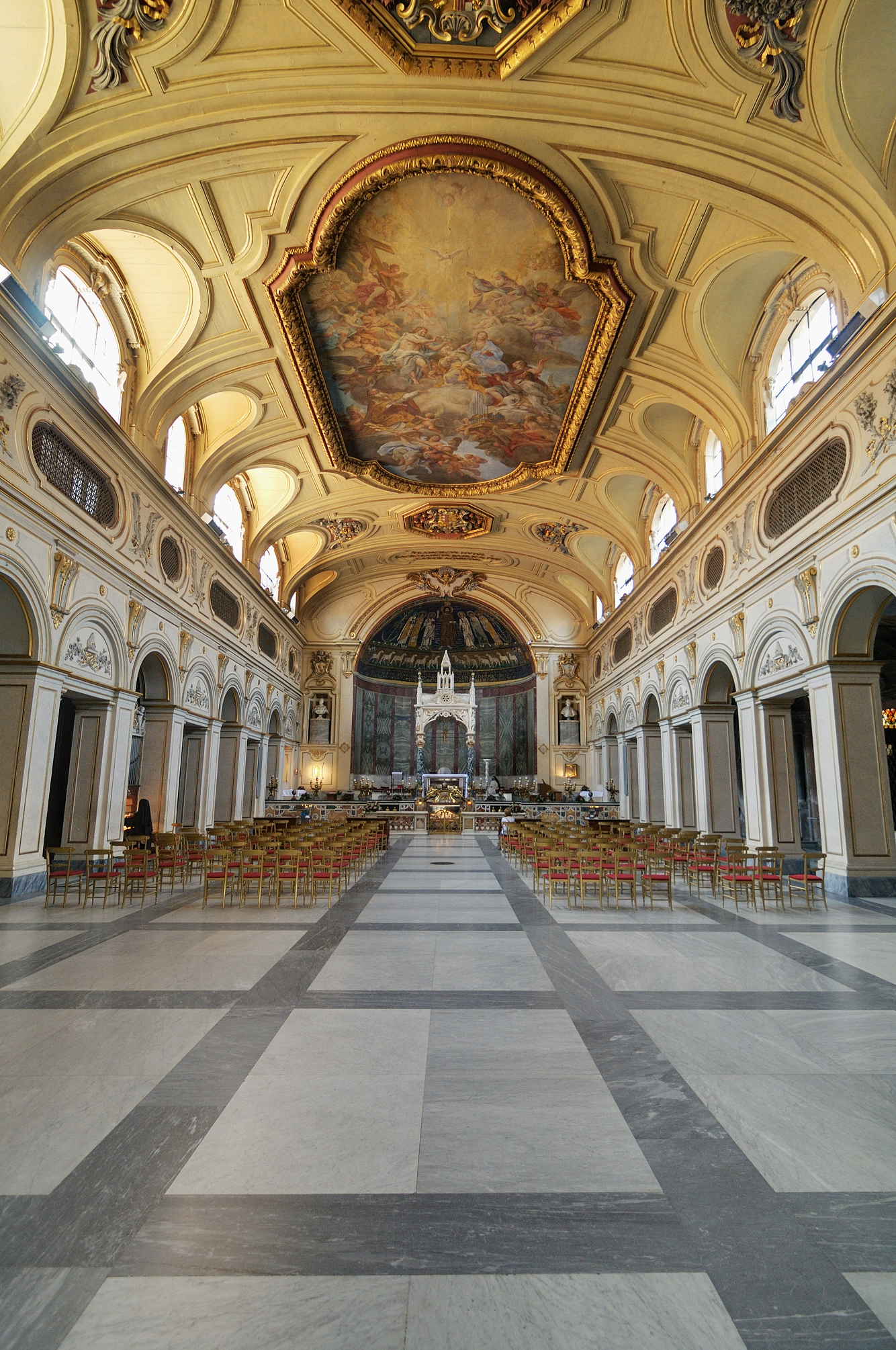
Vista de la nau
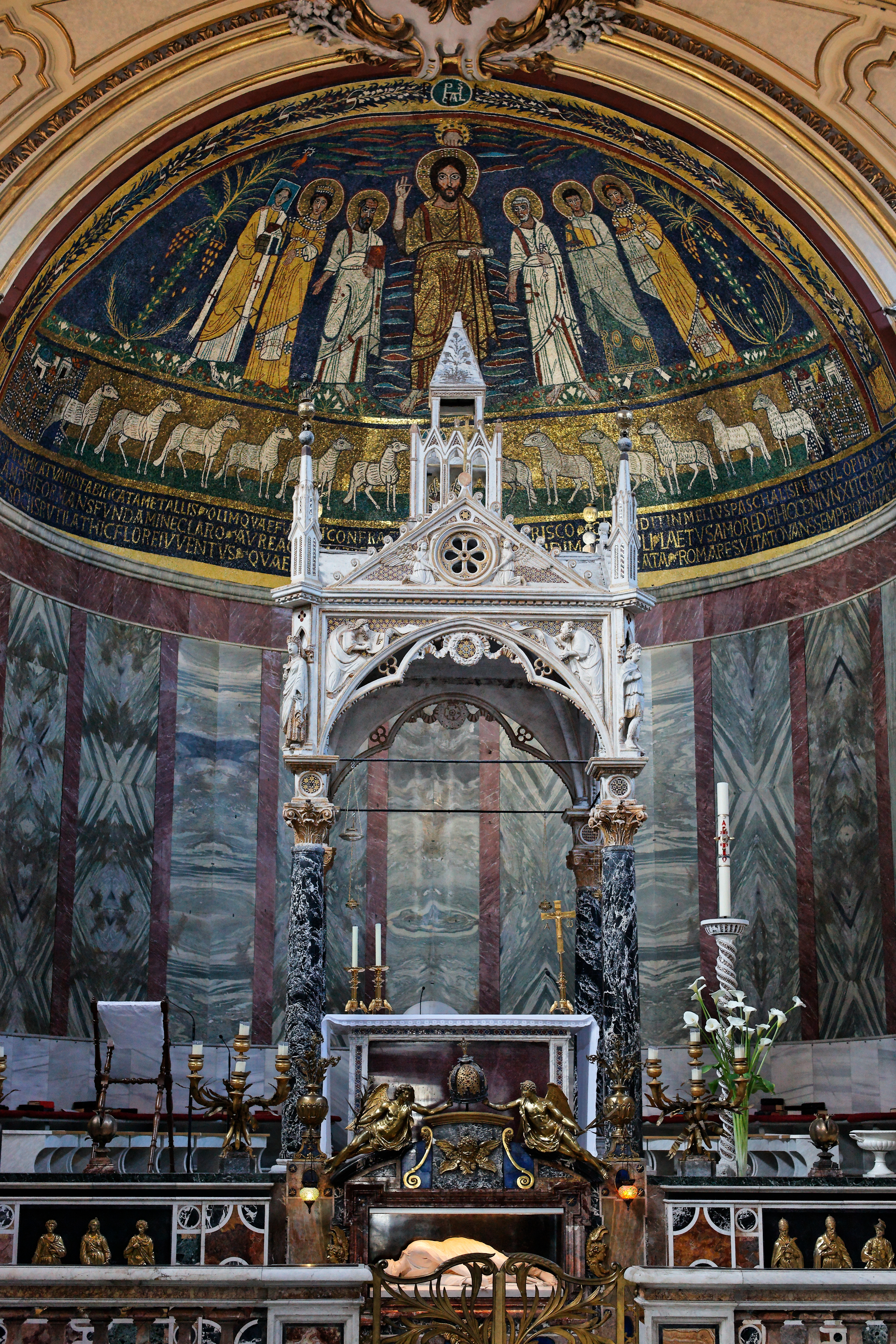
Altar major amb cimbori
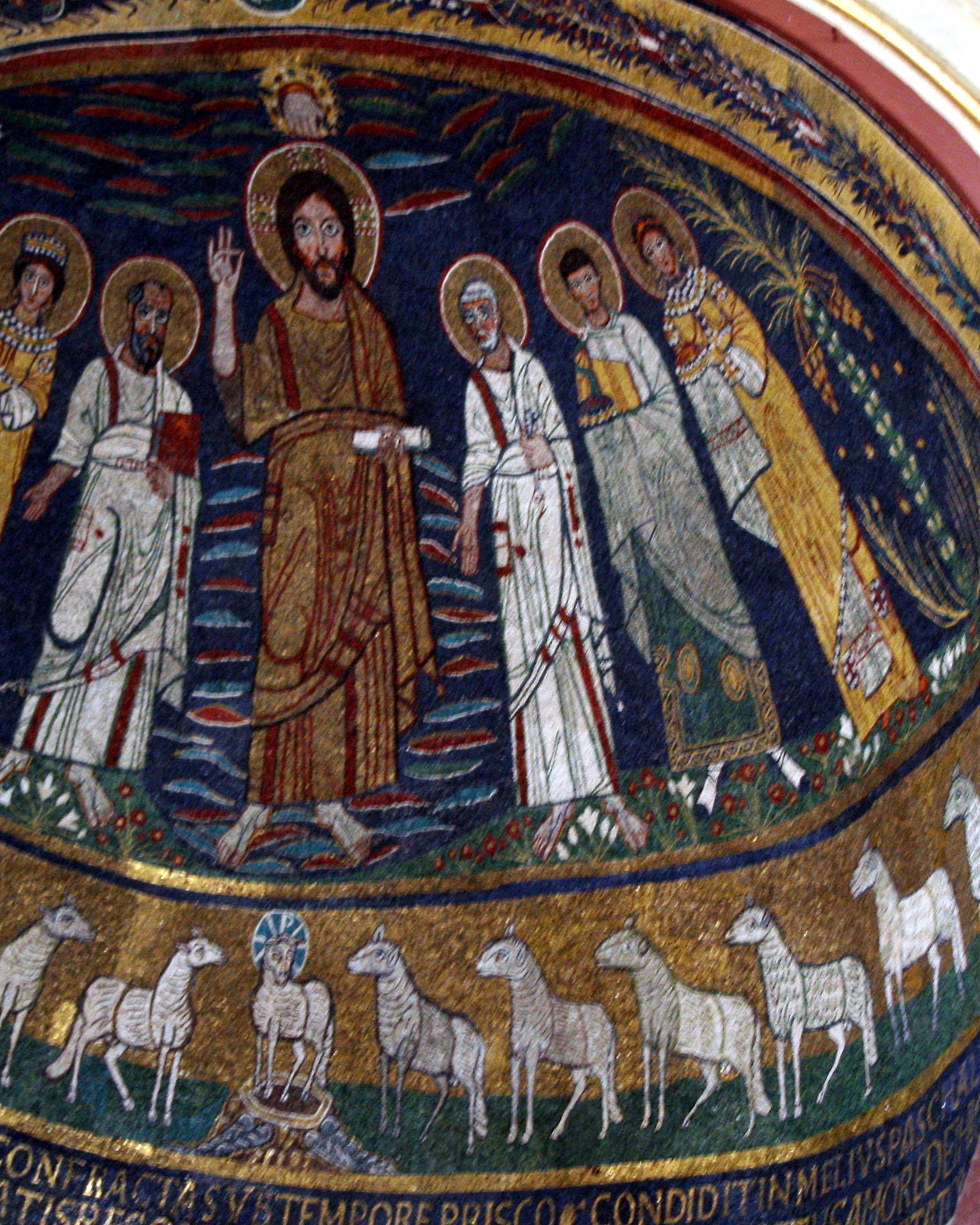
Mosaic de l'altar major
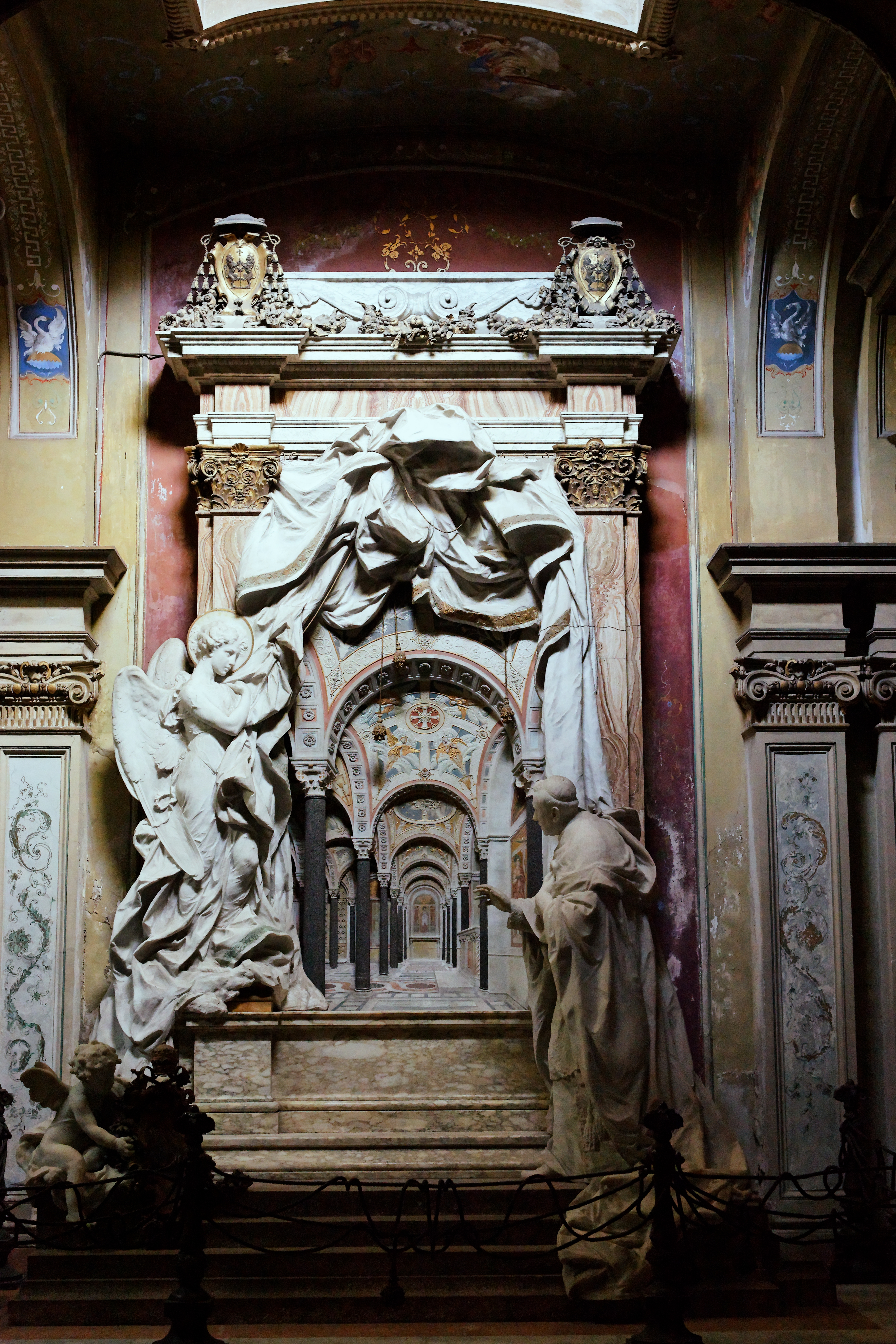
Detall escultòric en un altar lateral
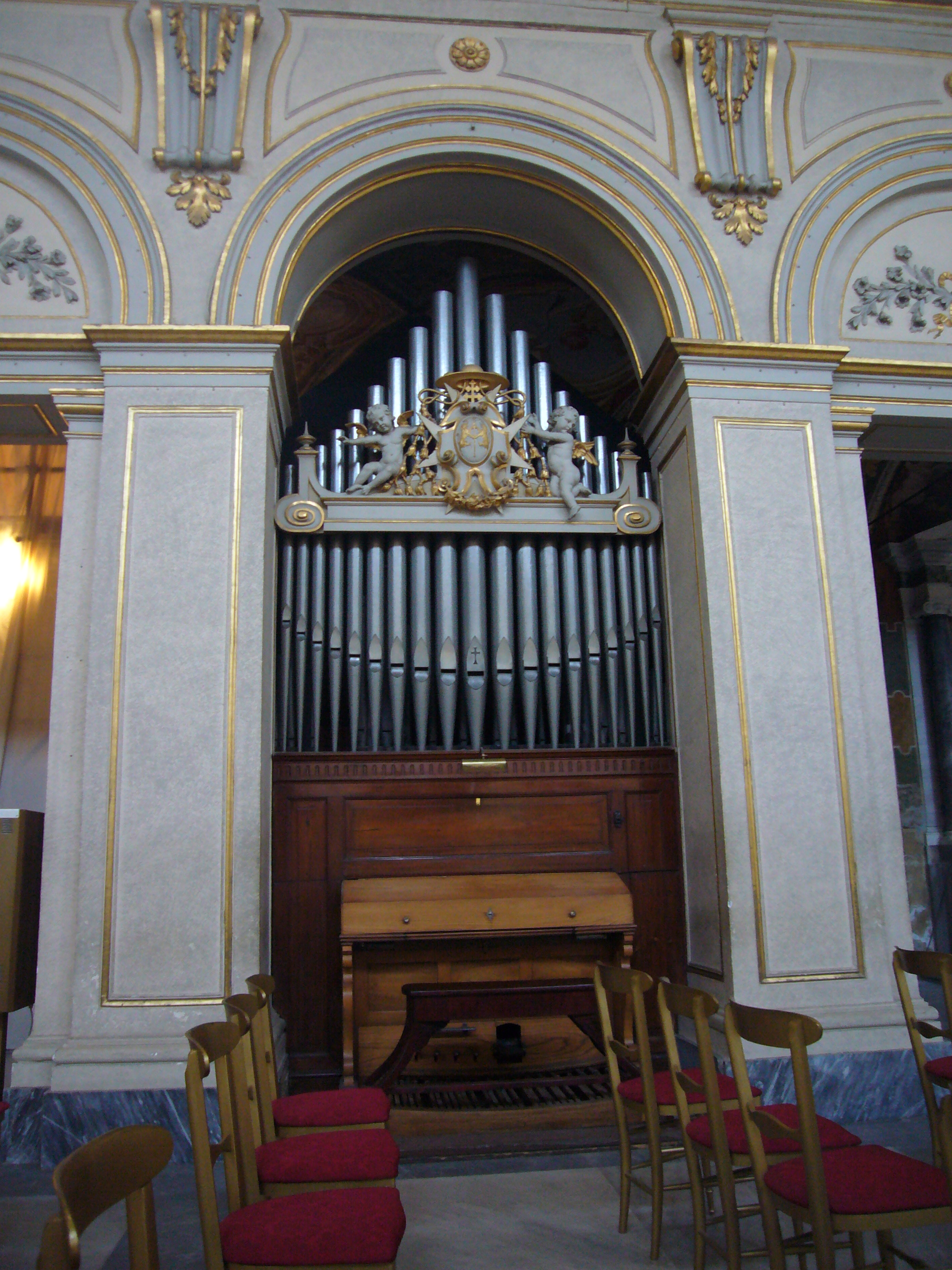
L'orgue
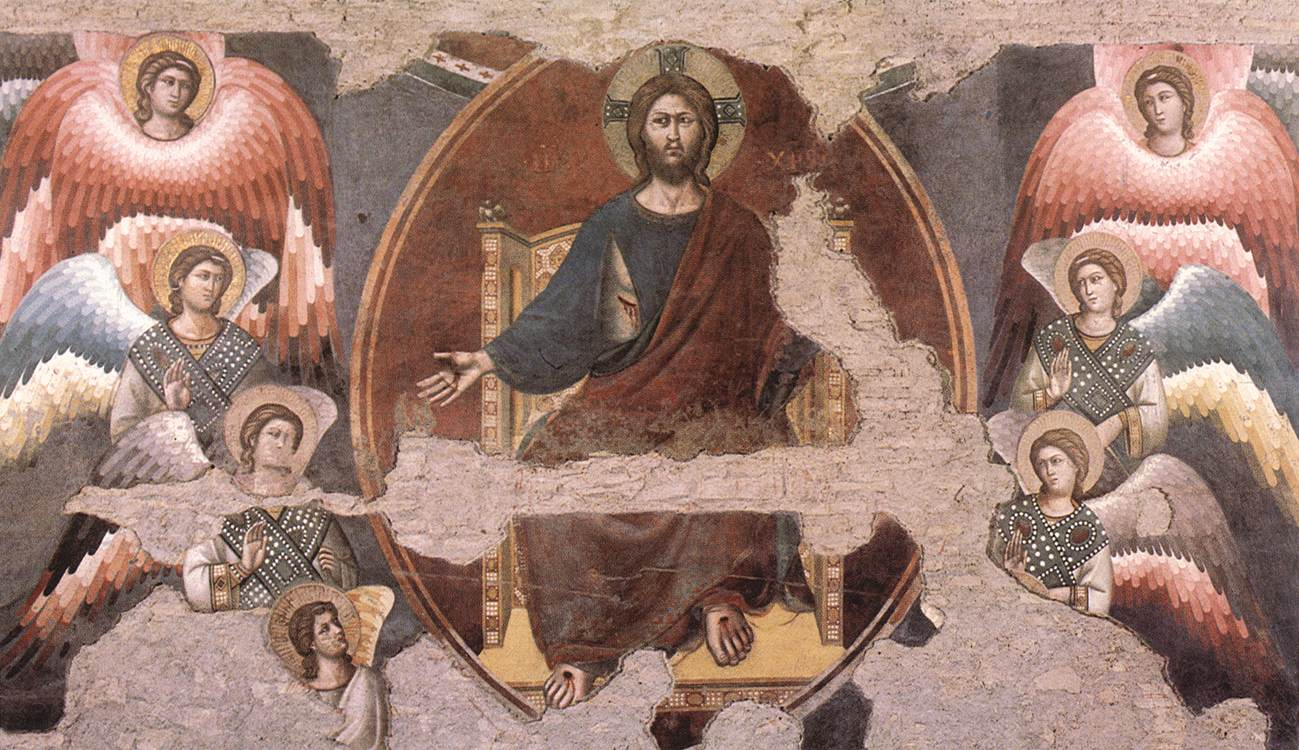
Fresc del Judici Final
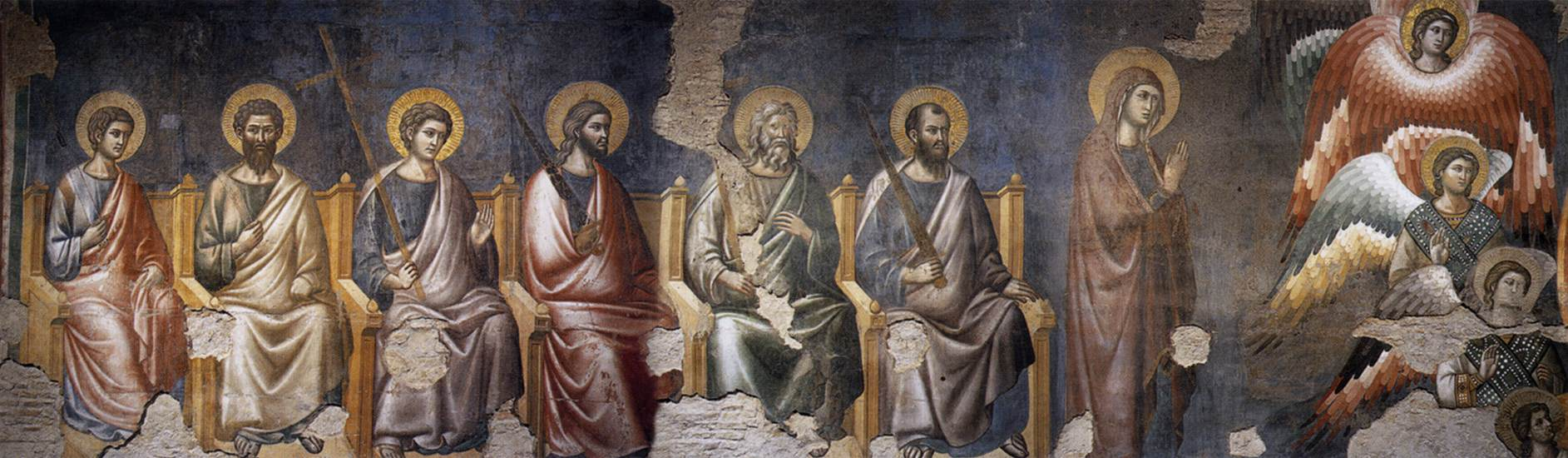
Fresc del Judici Final
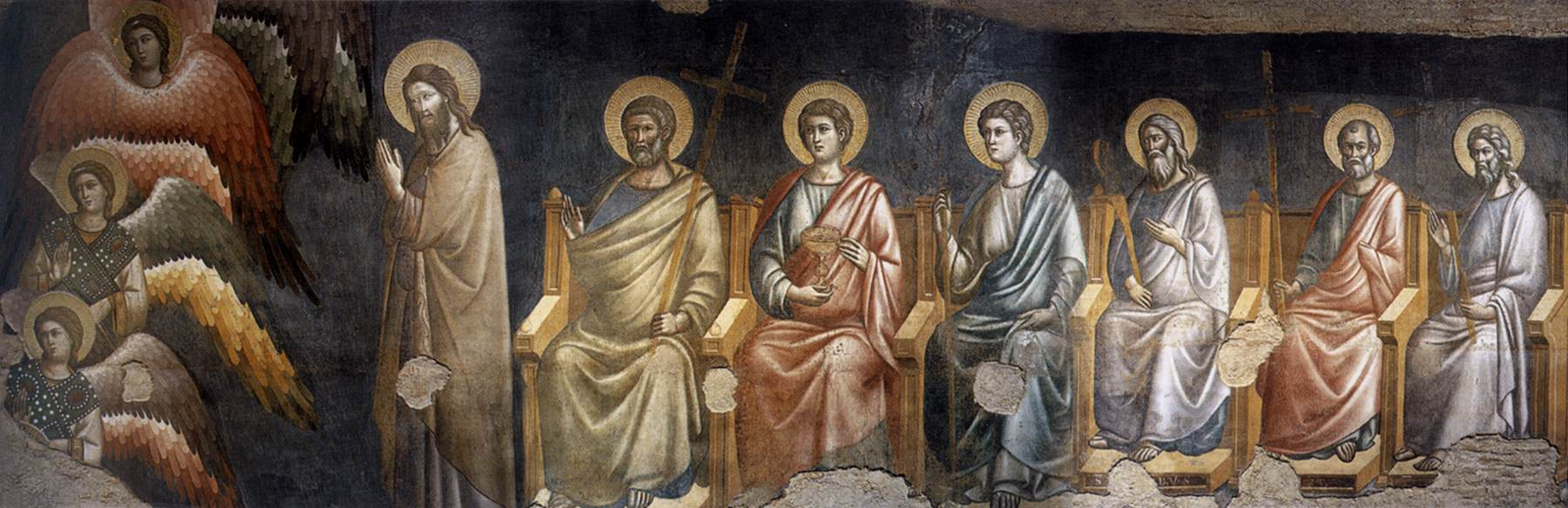
Fresc del Judici Final
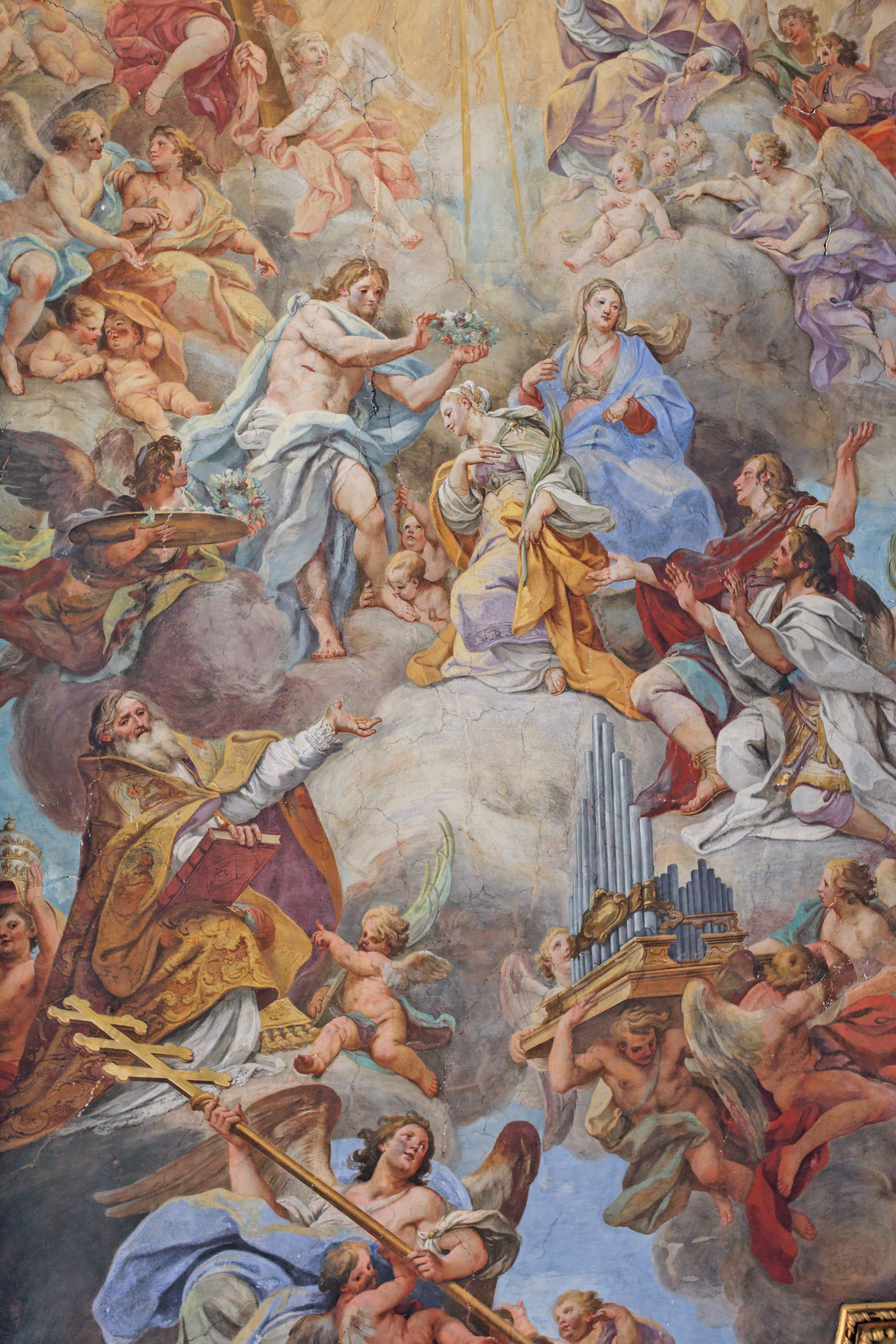
Fresc de l'Apoteosi de Santa Cecília sobre la nau central
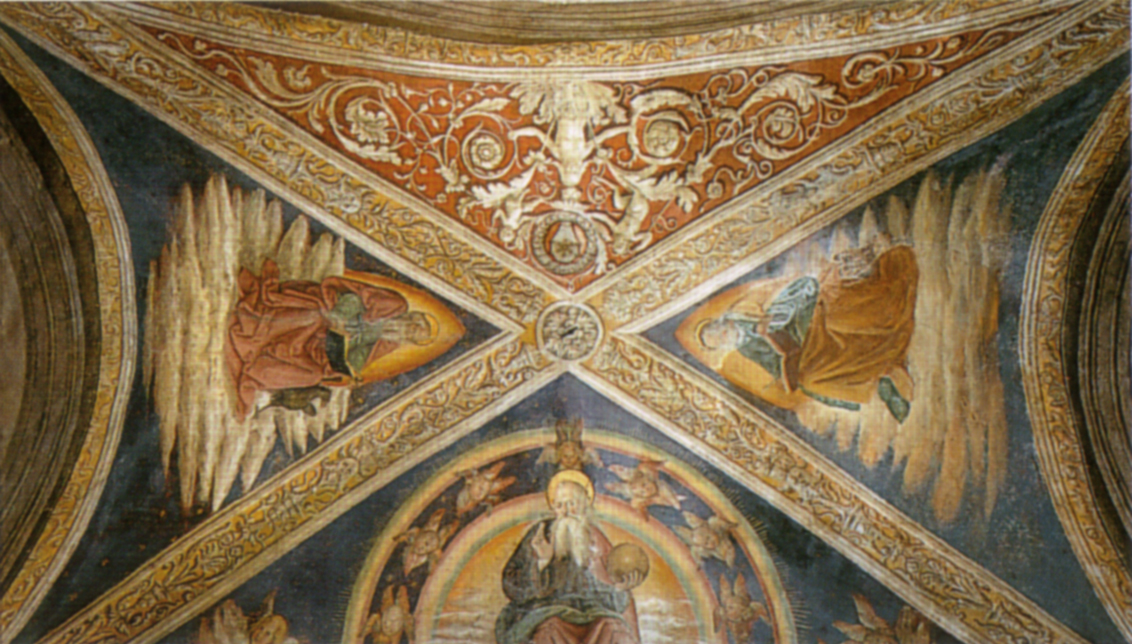
Frescs sobre la capella Ponziani